# Arisarum aspergillum
Arisarum aspergillum är en kallaväxtart som beskrevs av Michel Félix Dunal. Arisarum aspergillum ingår i släktet Arisarum och familjen kallaväxter. Inga underarter finns listade.